# Oberharz am Brocken
Oberharz am Brocken es un municipio situado en el distrito de Harz, en el estado federado de Sajonia-Anhalt (Alemania), a una altitud de 475 metros. Su población a finales de 2015 era de unos 10 700 habitantes y su densidad poblacional, 40 hab/km².
Se encuentra a poca distancia al este de la frontera con el estado de Baja Sajonia.